# 9K37 Buk
1. Preusmjeri Nacrt:9K37 Buk